# Список птахів острова Буве
Це перелік видів птахів, зафіксованих на території острова Буве. Орнітофауна острова Буве налічує загалом 40 видів.

## Легенда
Наступні теги використані для виділення деяких категорій птахів.
- A (Accidental) — Випадковий вид — вид, який рідко або випадково трапляється на острові Буве
- VU (Vulnerable) — Уразливий вид[К 1]
- NT (Near Threatened) — Вид, близький до загрозливого стану
- LC (Least Concern) — Вид в найменшій небезпеці

## Сивкоподібні(Charadriiformes)
Родина: Поморникові (Stercorariidae)
| Назва                   | Наукова назва            | Примітки |
| ----------------------- | ------------------------ | -------- |
| Поморник антарктичний   | Stercorarius maccormicki | LC       |
| Поморник фолклендський  | Stercorarius antarctica  | LC       |
| Поморник короткохвостий | Stercorarius parasiticus | LC       |

Родина: Мартинові (Laridae)
| Назва                 | Наукова назва     | Примітки |
| --------------------- | ----------------- | -------- |
| Мартин домініканський | Larus dominicanus | A, LC    |
| Крячок полярний       | Sterna paradisaea | LC       |
| Крячок антарктичний   | Sterna vittata    | LC       |

## Пінгвіноподібні(Sphenisciformes)
Родина: Пінгвінові (Spheniscidae)
| Назва                 | Наукова назва           | Примітки |
| --------------------- | ----------------------- | -------- |
| Пінгвін королівський  | Aptenodytes patagonicus | LC       |
| Пінгвін Аделі         | Pygoscelis adeliae      | LC       |
| Пінгвін-шкіпер        | Pygoscelis papua        | NT       |
| Пінгвін антарктичний  | Pygoscelis antarctica   | LC       |
| Пінгвін золотоволосий | Eudyptes chrysolophus   | VU       |

## Буревісникоподібні(Procellariiformes)
Родина: Альбатросові (Diomedeidae)
| Назва                    | Наукова назва            | Примітки |
| ------------------------ | ------------------------ | -------- |
| Альбатрос індоокеанський | Thalassarche carteri     | A, EN    |
| Альбатрос сіроголовий    | Thalassarche chrysostoma | A, EN    |
| Альбатрос чорнобровий    | Thalassarche melanophris | LC       |
| Альбатрос бурий          | Phoebetria fusca         | A, EN    |
| Альбатрос довгохвостий   | Phoebetria palpebrata    | NT       |
| Альбатрос королівський   | Diomedea epomophora      | A, VU    |
| Альбатрос мандрівний     | Diomedea exulans         | VU       |

Родина: Океанникові (Oceanitidae)
| Назва               | Наукова назва       | Примітки |
| ------------------- | ------------------- | -------- |
| Океанник Вільсона   | Oceanites oceanicus | LC       |
| Фрегета чорночерева | Fregetta tropica    | LC       |

Родина: Буревісникові (Procellariidae)
| Назва                   | Наукова назва              | Примітки |
| ----------------------- | -------------------------- | -------- |
| Буревісник гігантський  | Macronectes giganteus      | LC       |
| Буревісник велетенський | Macronectes halli          | LC       |
| Буревісник південний    | Fulmarus glacialoides      | LC       |
| Буревісник антарктичний | Thalassoica antarctica     | LC       |
| Пінтадо                 | Daption capense            | LC       |
| Буревісник білий        | Pagodroma nivea            | LC       |
| Тайфунник кергеленський | Aphrodroma brevirostris    | LC       |
| Тайфунник довгокрилий   | Pterodroma macroptera      | A, LC    |
| Тайфунник м'якоперий    | Pterodroma mollis          | LC       |
| Тайфунник білоголовий   | Pterodroma lessonii        | LC       |
| Буревісник блакитний    | Halobaena caerulea         | LC       |
| Пріон сніжний           | Pachyptila turtur          | LC       |
| Пріон широкодзьобий     | Pachyptila vittata         | LC       |
| Пріон антарктичний      | Pachyptila desolata        | LC       |
| Пріон тонкодзьобий      | Pachyptila belcheri        | LC       |
| Буревісник сірий        | Procellaria cinerea        | NT       |
| Буревісник білогорлий   | Procellaria aequinoctialis | VU       |
| Буревісник великий      | Ardenna gravis             | LC       |
| Буревісник сивий        | Ardenna grisea             | NT       |
| Пуфінур великий         | Pelecanoides urinatrix     | LC       |

## Галерея

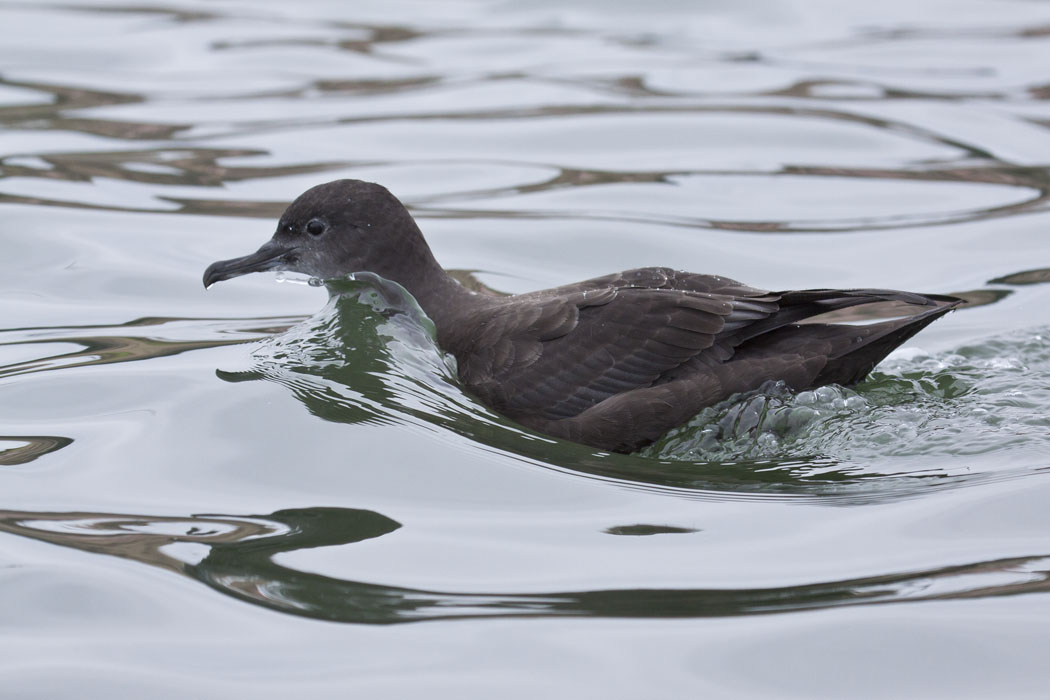
Буревісник сивий (Ardenna grisea)
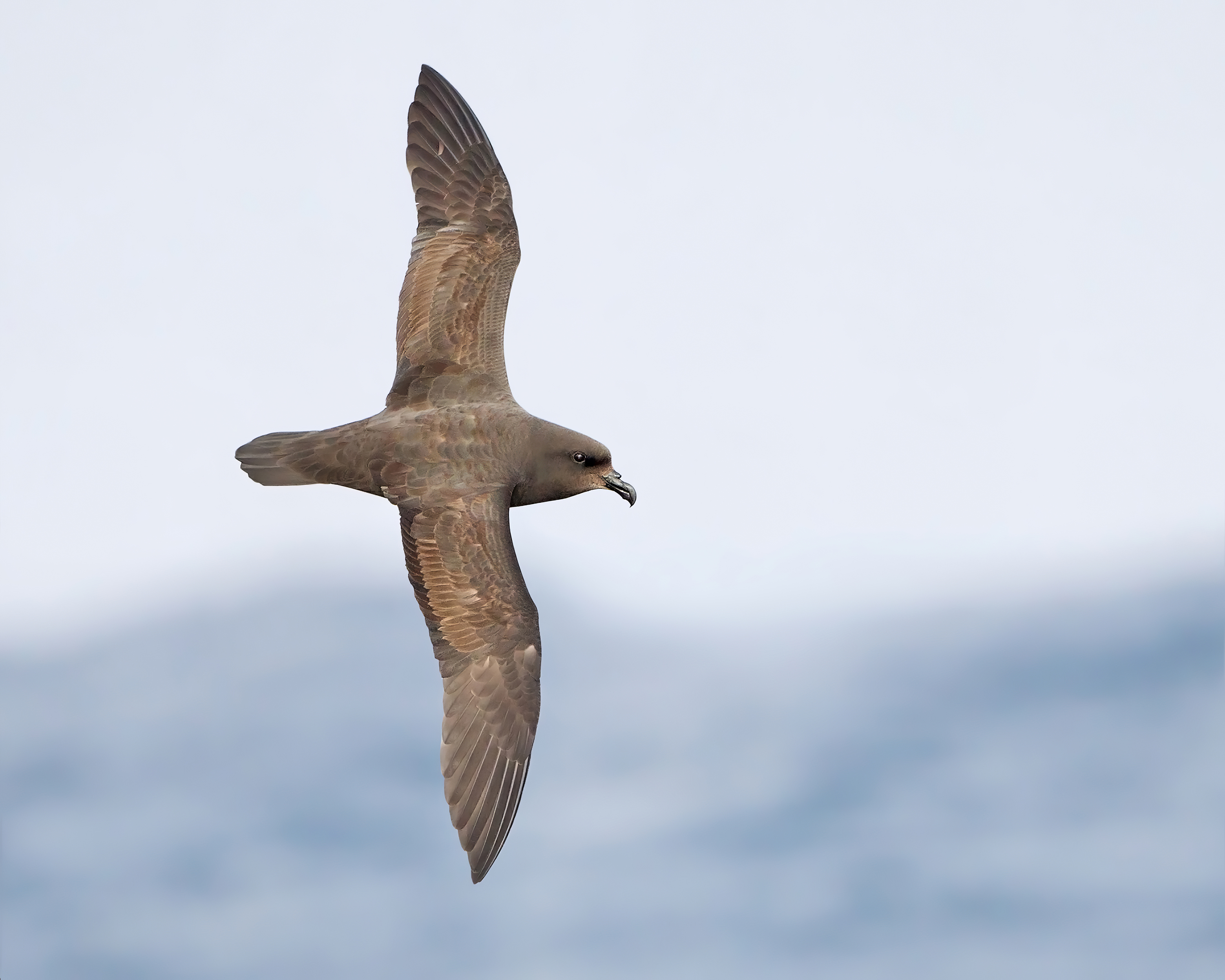
Тайфунник довгокрилий (Pterodroma macroptera)
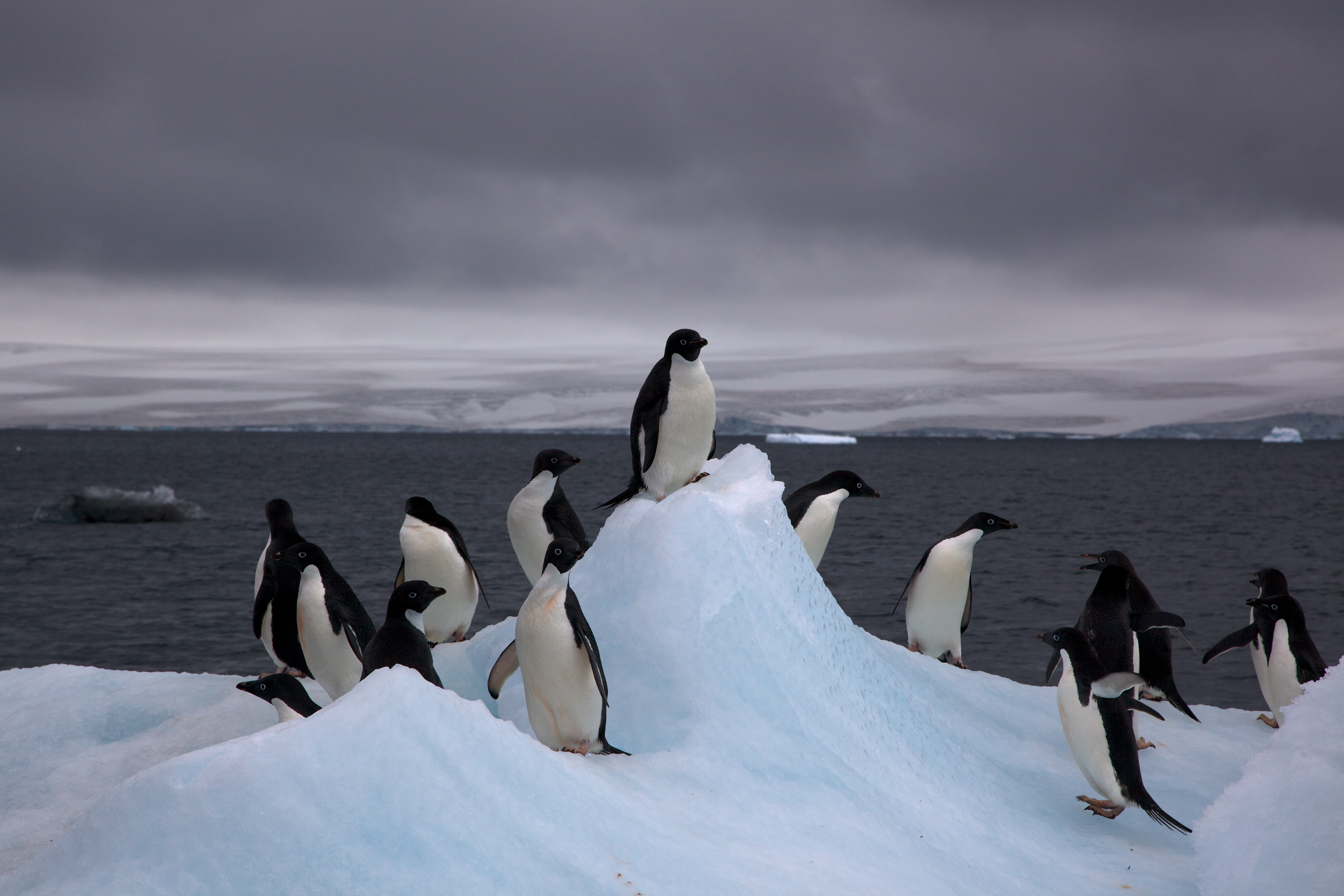
Пінгвін Аделі (Pygoscelis adeliae)

## Коментар
1. ↑  Категорії Міжнародного союзу охорони природи